# Кизим, Николай Александрович
Никола́й Алекса́ндрович Кизи́м (укр. Кизим Микола Олександрович; род. 17 сентября 1955, Купянск, Харьковская область) — советский, украинский экономист; доктор экономических наук, профессор (2005), член-корреспондент Национальной академии наук Украины, заслуженный экономист Украины; директор Научно-исследовательского центра индустриальных проблем развития НАН Украины.

## Биография
В 1981 году окончил Харьковский инженерно-экономический институт по специальности «экономика, организация машиностроительной промышленности» (инженер-экономист); в 1984 году — аспирантуру того же института. В 1981—1985 годах работал инженером, старшим научным сотрудником научно-исследовательского сектора Харьковского инженерно-экономического института.
С 1985 года работал на предприятиях и в учреждениях Харькова: заместитель начальника планово-экономического отдела Харьковского станкостроительного завода им. С. В. Косиора (1985—1986), заместитель заведующего отделом цен Харьковского областного исполнительного комитета (1986—1988), заместитель директора по экономике — главный экономист Харьковского Исследовательского коксохимического завода (1988—1991), исполнительный директор, президент ассоциации «Интерсектор» (1991), президент консалтинговой компании (1991—1993), вице-президент по стратегическому планированию акционерного концерна «Эра» (1992—1993), глава правления, заместитель главы наблюдательного совета коммерческого банка (1993—2003), и. о. начальника управления энергетики и топливно-энергетического комплекса Харьковской областной государственной администрации (1997).
В 2000 году окончил докторантуру Харьковского национального университета им. В. Н. Каразина. В 2000—2003 годы — доцент кафедры экономической кибернетики Харьковского национального университета им. В. Н. Каразина; с 2004 года преподаёт в Харьковском национальном экономическом университете им. С. Кузнеца: профессор кафедры банковского дела (одновременно в 2003—2005 — заведующий лабораторией научных исследований социально-экономических проблем общества), с 2009 г. — профессор кафедры государственного управления, общественного администрирования и региональной экономики. Одновременно с 2006 года — директор Научно-исследовательского центра индустриальных проблем развития НАН Украины.
В 1998—2014 годы был советником вице-премьер-министра и премьер-министра Украины, главы Верховной Рады Украины, заместителя председателя Харьковской областной государственной администрации.  

## Научная деятельность
Основные направления исследований:
- модель общества, его кризис и реформирование;
- кризисные явления в экономике и их раннее распознавание;
- энергетическая безопасность и энергоэффективность экономики;
- промышленная политика и приоритетные направления модернизации экономики;
- формирование конкурентоспособности национальной экономики и обеспечение экономической безопасности государства.

В 1984 году защитил кандидатскую, в 2001 — докторскую диссертацию. В 2015 году избран членом-корреспондентом Национальной академии наук Украины.
Является членом комитета государственных премий Украины в отрасли науки и техники, заместителем главы специализированного учёного Совета по защите диссертаций, заместителем главы экспертного совета ВАК Украины. Главный редактор журнала «Проблемы экономики», заместитель главного редактора журнала «Бизнес Информ».
Подготовил 4 докторов и 16 кандидатов наук.
Автор более 350 научных работ, в том числе монографий и учебников.

### Избранные труды
Источники — каталоги НБ Украины Архивная копия от 6 апреля 2015 на Wayback Machine, каталоги РНБ Архивная копия от 3 марта 2016 на Wayback Machine
- Аваков А. К., Пономаренко В. С., Бабаев В. М., Кизим М. О., Тишенко О. М., Дуленко А. Л., Райнін І. Л., Сміцька Ю. А. Стратегія соціально-економічного розвитку Харківської області на період до 2015 року. — Харків: ІНЖЕК, 2008. — 352 с.
- Геєць В. М., Кизим М. О., Клебанова Т. С., Черняк Т. С. Моделювання економічної безпеки: держава, регіон, підприємство. — Харків: ИНЖЭК, 2006. — 240 с.
- Горбатов В. М., Пономаренко В. С., Кизим Н. А. Уровень и качество жизни населения Автономной Республики Крым. — Харьков: Издательский дом «Инжек», 2005. — 240 с. — (Региональная экономика)
- Гудинова Л. И., Кизим Н. А., Янов Л. И. Финансовое оценивание в системах стратегического и бизнес-планирования. — Донецк, 1997. — 20 с.
- Єпіфанов А. О., Кизим М. О., Козьменко С. М., Мироненко М. І., Громико М. Г. Моделювання соціально-економічного розвитку регіону (на прикладі Сумської області). — Харків : ІНЖЕК, 2012. — 155 с. — 300 экз.
- Кизим Н. А. Влияние технико-организационного уровня производства на повышение производительности труда. (На прим. предприятий станкостроения) : Автореф. дис. … канд. экон. наук. — Харьков, 1984. — 21 с.
- Кизим Н. А. Концентрация и интеграция капитала. — Харьков: Бизнес Информ, 2000. — 102 с.
- Кизим Н. А. Крупномасштабные экономико-производственные системы: организация и хозяйствование. — Харьков : Бизнес Информ, 1999. — 227 с.
- Кизим М. О. Механізми організації, стійкого функціонування і розвитку великомасштабних економіко-виробничих систем : Автореф. дис. … д-ра екон. наук. — Харків, 2001. — 20 с.
- Кизим Н. А. Организация крупномасштабных экономико-производственных систем. — Харьков: Бизнес-Информ, 2000. — 108 с.
- Кизим М. О. Промислова політика та кластеризація економіки України. — Харків: ІНЖЕК, 2011. — 301 с. — 300 экз.
- Кизим М. О., Бєлікова Н. В., Мощицька Т. О. Соціально-економічний розвиток регіонів України та модернізація їх устрою. — Харків: ІНЖЕК, 2011. — 297 с. — 300 экз.
- Кизим М. О., Бернацький П. Й., Губарєва І. О. Забезпечення економічної безпеки України шляхом зниження рівня корупції. — Харків : Інжек, 2014. — 183 с. — 300 экз.
- Кизим Н. А., Благун И. С., Зинченко В. А., Чанг Х. В. Моделирование банкротства коммерческих банков. — Харьков: ИД «ИНЖЭК», 2003. — 217 с.
- Кизим Н. А., Благун И. С., Копчак Ю. С. Оценка и прогнозирование неплатежеспособности предприятий. — Харьков: ИД «ИНЖЭК», 2004. — 144 с.
- Кизим Н. А., Горбатов В. М. Качество жизни населения и конкурентоспособность Украины и стран ЕС. — Харьков: ИД «ИНЖЕК», 2005. — 164 с. — (Мировая экономика)
- Кизим Н. А., Горбатов В. М. Концентрация экономики и конкурентоспособность стран мира. — Харьков: ИД «ИНЖЭК», 2005. — 214 с. — (Мировая экономика)
- Кизим Н. А., Жихарцев В. В. Проблемы проведения реструктуризации промышленных предприятий в Украине. — Харьков: ИНЖЭК, 2009. — 179 с. — 300 экз.
- Кизим Н. А., Зинченко В. А. Качество жизни населения и внешнеэкономическая деятельность предприятий. — Харьков: ИНЖЭК, 2009. — 184 с.
- Кизим М. О. [и др.]. Оцінка і діагностика фінансової стійкості підприємства. — Харків: ВД «ІНЖЕК», 2003. — 141 с.
- Кизим М. О., Іванов Ю. Б., Зінченко В. А. Дерегуляторна політика в Україні в 2013 році: оцінка та шляхи поліпшення. — Харків : Інжек, 2014. — 119 с. — 300 экз.
- Кизим М. О., Іванов Ю. Б., Зінченко В. А., Іванова О. Ю., Чечетова-Терашвили Т. М. Дерегулювання економіки: проблеми та перспектив. — Харків : ІНЖЕК, 2014. — 287 с. — 300 экз.
- Кизим Н. А., Клебанова Т. С., Гурьянова Л. С., Милов А. В., Полякова О. Ю. Адаптивные модели в системах принятия решений. — Харьков: ИНЖЭК, 2007. — 368 c.
- Кизим М. О., Колбасін Є. С. Державна підтримка автомобілебудування в Україні. — Харків: ІНЖЕК, 2011. — 263 с. — 300 экз.
- Кизим М. О., Крячко Є. М. Формування державної цільової програми підвищення конкурентоспроможності регіонів України. — Харків: Інжек, 2010. — 291 с.
- Кизим М. О., Лелюк О. В. Нетрадиційний природний газ у світі та Україні: запаси та перспективи видобутку. — Харків: ІНЖЕК, 2012. — 155 с. — 300 экз.
- Кизим Н. А., Лю Ли. Оценка и финансовый анализ деятельности предприятия. — Харьков: Бизнес Информ, 2000. — 92 с.
- Кизим М. О., Матюшенко І. Ю. Перспективи розвитку і комерціалізації нанотехнологій в економіках країн світу та України. — Харків: ІНЖЕК, 2011. — 389 с. — 300 экз.
- Кизим М. О., Матюшенко І. Ю., Купріянова В. С. Перспективи розвитку та державна підтримка виробництва цивільних літаків в Україні. — Харків: ІНЖЕК, 2012. — 226 с. — 300 экз.
- Кизим М. О., Матюшенко І. Ю., Полтарак Н. І. Оцінка якості цільових програм державної підтримки розвитку малого бізнесу. — Харків: Інжек, 2009. — 328 с. — 300 экз.
- Кизим М. О., Матюшенко І. Ю., Шостак І. В. Перспективи розвитку інформаційно-комунікаційних технологій і штучного інтелекту в економіках країн світу та України. — Харків: ІНЖЕК, 2012. — 489 с. — 300 экз.
- Кизим М. О., Пилипенко А. А., Зінченко В. А. Збалансована система показників. — Харків: ІНЖЕК, 2007. — 192 c.
- Кизим М. О., Пилипенко А. А., Ялдін І. В. Управління створенням і розвитком видатної корпорації. — Харків: ВД «ІНЖЕК», 2007. — 208 с. — (Антологія зарубіжного досвіду)
- Кизим Н. А., Полякова О. Ю., Хаустова В. Е., Омаров Ш. А. Моделирование устойчивого развития регионов. — Харьков: Инжэк, 2010. — 177 с. — 300 экз.
- Кизим М. О., Пономаренко В. С., Горбатов В. М., Ястремська О. М. Інтегровані структури бізнесу: проблеми теорії та практики оцінювання конкурентоспроможності. — Харків: ІНЖЕК, 2010. — 368 с. — 300 экз.
- Кизим М. О., Проноза П. В. , Омаров Ш. А. Проблеми та цілі розвитку України у світі глобальних проблем світової спільноти. — Харків: Інжек, 2010. — 92 с. — 300 экз.
- Кизим Н. А., Раевнева Е. В., Бобкова А. Ю. Неравномерность регионального развития в Украине: теоретические основы, инструментарий диагностики, тенденции. — Харьков: Инжэк, 2011. — 221 с. — 300 экз.
- Кизим М. О., Тищенко О. М. Наукові школи. — Харків: ІНЖЕК, 2009. — 76 с.
- Кизим Н. А., Узунов В. В. Программно-целевой подход к государственному управлению социальной напряженностью в регионах страны. — Харьков: ИНЖЭК, 2007. — 204 с.
- Кизим Н. А., Ястремская Е. Н., Сенчуков В. Ф. Нейронные сети: теория и практика применения. — Харьков: ИД «ИНЖЭК», 2006. — 234 с.
- Клебанова Т. С., Кизим Н. А., Благун И. С., Витлинский В. В., Лепа Р. Н. Модели оценки, анализа и прогнозирования социально-экономических систем. — Харьков: ИНЖЭК, 2010. — 277 с. — 300 экз.
- Клебанова Т. С., Кизим М. О., Мізік Ю. І. Механізм та моделі управління кризовими ситуаціями на підприємствах житлово-комунального комплексу. — Харків: ІНЖЕК, 2011. — 178 с. — 300 экз.
- Клебанова Т. С., Кизим Н. А., Светуньков С. Г., Гурьянова Л. С., Чаговец Л. А. Неравномерность и цикличность динамики социально-экономического развития регионов: оценка, анализ, прогнозирование. — Харьков : ИНЖЭК, 2012. — 509 с. — 300 экз.
- Кушнарьов Є. П., Пономаренко В. С., Кривцов О. С., Кизим, М. О., Дуленко А. Л. Рівень і якість життя населення. — Харків: ВД «Інжек», 2004. — 272 с.
- Кушнарьов Є. П., Пономаренко В. С., Кривцов О. С., Кизим, М. О., Дуленко А. Л. Стратегія соціально-економічного розвитку Харківської області на період до 2011 року. — Харків: Видавничий Дім «ІНЖЕК», 2004. — 447 с.
- Пономаренко В. С., Афанасьєв М. В., Іванов Ю. Б., Кизим М. О., Назарова Г. В. Проблеми підвищення ефективності наукової, освітньої, інвестиційної діяльності та корпоративного управління : Пропозиції Харківського національного економічного університету щодо вдосконалення законодавчого та нормативного забезпечення. — Харків: ХНЕУ, 2005. — 60 с.
  -  — Харків: ХНЕУ, 2007. — 60 с.
- Пономаренко В. С., Кизим М. О., Михайличенко Д. Ю., Афанасьєв М. В., Єрмаченко В. Є. Харківський національний економічний університет : Досвід перетворень, 2000—2010 роки. — Харків: ІНЖЕК, 2010. — 423 с. — 1000 экз.
- Пономаренко В. С., Кизим М. О., Узунов Ф. В. Рівень і якість життя населення України. — Харків: Видавничий Дім «ІНЖЕК», 2003. — 226 с.
- Сергієнко В. І., Жиляєв І. Б., Кизим М. О., Тищенко О. М. Система атестації наукових кадрів вищої кваліфікації. — Харків: ІНЖЕК, 2008. — 232 c. — (Наукове видання).
- Тищенко А. Н., Иванов Ю. Б., Кизим Н. А., Ревенко Е. В., Чечетова-Терашвили Т. М. Формирование конкурентной позиции предприятия в условиях кризиса. — Харьков: ИНЖЭК, 2007. — 376 c.
- Тищенко О. М., Кизим М. О., Біляєвська-Плотник Л. О. Державне регулювання оподаткування в Україні. — Харків: Інжек, 2011. — 232 с. — 300 экз.
- Тищенко А. Н., Кизим Н. А., Догадайло Я. В. Экономическая результативность деятельности предприятий. — Харьков: ИД «ИНЖЭК», 2005. — 143 с.
- Тищенко А. Н., Кизим Н. А., Кубах А. И., Давыскиба Е. В. Экономический потенциал региона: анализ, оценка, диагностика. — Харьков: Издательский дом «ИНЖЭК», 2005. — 176 с. — (Региональная экономика)
- Тищенко О. М., Кизим М. О., Михасьова Н. В. Бюджетування податків на підприємствах. — Харків: ІНЖЕК, 2010. — 239 с.
- Тищенко О. М., Кизим М. О., Шутенко Л. М., Петрова Н. Б., Коробков Д. В. Стратегія розвитку регіональних підприємств електроенергетики: аспекти формування. — Харків: ІНЖЕК, 2008. — 344 с.
- Тищенко О. М., Кизим М. О., Юр'єва Т. П., Юр'єва Т. Ю., Покуца І. В. Реформування житлово-комунального господарства: теорія, практика, перспективи. — Харків: ІНЖЭК, 2008. — 368 c.
- Шевченко Л. С., Торкатюк В. И., Кизим Н. А., Шутенко А. Л. Конкурентная диагностика фирмы: концепция, содержание, методы. — Харьков: ИНЖЭК, 2008. — 240 с.

- Гаєць В. М., Клебанова Т. С., Черняк О. І., Іванов В. В., Кизим М. О., Дубровіна Н. А., Ставицький А. В. Моделі і методи соціально-економічного прогнозування : підруч. для студ. ВНЗ. — Харків: ВД «ІНЖЕК», 2008. — 396 с.
- Іванов Ю. Б., Кизим М. О., Тищенко О. М., Іванова О. Ю., Ревенко О. В., Чечетова-Терашвілі Т. М. Управління конкурентоспроможністю підприємства : підруч. для вищ. навч. закл. — Харків: Інжек, 2010. — 319 с. — 500 экз.
- Кизим Н. А., Иваниенко В. В. Финансовый анализ : учеб. пособие для студ. вузов. — 3-е изд., испр. и доп. — Харьков: ИД «Инжэк», 2005. — 248 с. — (Учебное издание)
- Клебанова Т. С., Кизим М. О., Черняк О. І., Раєвнєва О. В., Стрижиченко К. А., Гур’янова Л. С., Мілов О. В., Сергієнко О. А., Полякова О. Ю., Дубровіна Н. А. Математичні методи і моделі ринкової економіки : навч. посіб. для вищ. навч. закл. — Харків: Інжек, 2010. — 456 с. — 300 экз.

## Награды и отличия
- знак «За научные достижения» Министерства образования и науки Украины (2005)
- благодарность Харьковского областного совета (2009, 2010) — за весомый вклад в развитие науки
- Заслуженный экономист Украины (2009)
- медаль «Двадцать лет независимости Украины» (2011)
- орден «За заслуги» 3-й степени (2013)
- премия НАН Украины им. М. И. Туган-Барановского (2014) — за цикл работ «Высокотехнологичные составляющие промышленной политики в Украине».